# Piotr Tuleja
Piotr Maria Tuleja (ur. 12 marca 1963 w Krakowie) – polski prawnik, profesor nauk prawnych, specjalista w zakresie prawa konstytucyjnego, profesor na Uniwersytecie Jagiellońskim, kierownik Katedry Prawa Konstytucyjnego UJ, sędzia Trybunału Konstytucyjnego w stanie spoczynku.

## Życiorys
W 1987 ukończył studia prawnicze na Wydziale Prawa i Administracji Uniwersytetu Jagiellońskiego, na którym został zatrudniony jako nauczyciel akademicki. W latach 1987–1989 odbył aplikację sądową. W 1994 uzyskał stopień doktora nauk prawnych (promotorem był profesor Paweł Sarnecki). Przebywał na stażach naukowych w Austrii, Czechach, Hiszpanii i Niemczech, był też stypendystą Fundacji Alexandra von Humboldta. W 2004 uzyskał stopień doktora habilitowanego nauk prawnych. W 2018 prezydent nadał mu tytuł naukowy profesora nauk prawnych.
Pracownik naukowy Uniwersytetu Jagiellońskiego, na którym objął stanowisko profesora. W 2009 został kierownikiem Katedry Prawa Konstytucyjnego na Wydziale Prawa i Administracji. Zakres jego działalności naukowo-dydaktycznej objął m.in. wykłady z prawa konstytucyjnego oraz z dogmatyki konstytucyjnych praw i wolności człowieka, a także podyplomowe studium „System ochrony konstytucyjnych wolności i praw”. Został członkiem Komisji Prawniczej PAU i Polskiego Towarzystwa Prawa Konstytucyjnego (w 2021 objął funkcję prezesa tej organizacji). Wszedł również w skład rady naukowej Instytutu Nauk Prawnych PAN.
Jest autorem publikacji: Normatywne aspekty praw i wolności obywatelskich w ustawach konstytucyjnych RP (Warszawa 1997), Stosowanie Konstytucji RP w świetle zasady jej nadrzędności – wybrane problemy (Kraków 2003) i innych. Był redaktorem naczelnym „Przeglądu Sejmowego” (do czasu odwołania wraz z całym kolegium redakcyjnym w marcu 2016), członek kolegium redakcyjnego „Forum Prawniczego”, przewodniczący kolegium redakcyjnego „Zeszytów Sądownictwa Konstytucyjnego”.
W latach 1992–1998 pracował w Trybunale Konstytucyjnym jako asystent sędziego. W 1998 został zatrudniony w Zespole Wstępnej Kontroli Skarg Konstytucyjnych i Wniosków, a w 2000 objął stanowisko dyrektora tej jednostki. Wchodził w skład powołanego przez marszałka Sejmu zespołu ds. zmian w Konstytucji RP związanych z członkostwem Polski w Unii Europejskiej. 
26 listopada 2010 został wybrany na sędziego Trybunału Konstytucyjnego, będąc kandydatem zgłoszonym przez posłów Platformy Obywatelskiej. 3 grudnia 2010 złożył ślubowanie wobec prezydenta RP. W 2016 wskazany jako jeden z kandydatów na prezesa TK. W styczniu 2017 prokurator generalny Zbigniew Ziobro skierował do TK wniosek kwestionujący zgodność z Konstytucją RP uchwały o wyborze Piotra Tulei oraz Marka Zubika i Stanisława Rymara. Trybunał Konstytucyjny nie rozpoznał wniosku do końca kadencji Piotra Tulei, która zakończyła się 3 grudnia 2019.

## Odznaczenia
W 2010 prezydent Bronisław Komorowski, za wybitne zasługi w działalności na rzecz funkcjonowania orzecznictwa Trybunału Konstytucyjnego, za osiągnięcia w pracy zawodowej, odznaczył go Krzyżem Kawalerskim Orderu Odrodzenia Polski.